# ギリシア棺の謎
『ギリシア棺の謎』（ギリシアひつぎのなぞ、The Greek Coffin Mystery ）は、アメリカの推理作家エラリー・クイーンの長編推理小説で、国名シリーズのうちの一作である。1932年に刊行された。
国名シリーズとしては第4作だが、作中の時系列としては最も古く、大学を出たばかりのエラリー・クイーン（作者と同名の主人公）が初めて手がけた事件という設定になっている。「最終的に自分の推理に確信が持てるまでそれを誰にも話さない」をエラリーが実践するようになった理由が、著者の原註という形で描かれている。

## あらすじ
ニューヨークで盲目の大富豪ゲオルグ・ハルキスが死去し、葬儀が執り行われたが、葬儀後に遺言書が金庫から消失していることが判明する。リチャード・クイーン警視の指揮するニューヨーク市警が乗り出すが、懸命な捜査にもかかわらず遺言書は見つからない。
クイーン警視の息子で、大学を出たばかりのエラリー・クイーンは捜査に加わり、遺言状のありかはハルキスの棺の中だと主張するが、暴かれたハルキスの棺から発見されたのは、前科者のアルバート・グリムショーの絞殺死体だった。
捜査が行き詰まる中、エラリーは事件が解決したと宣言し、自分の推理を披露する。ハルキスの書斎に残されていた物的証拠と、死亡した日にハルキスが着用していたネクタイの色から、一時的に視力が回復したハルキスがグリムショーを殺害したと結論する。しかし直後、新証言によって推理は根底から覆され、残された証拠が「真犯人による工作」だったことに気づいたエラリーは、誤りを認め推理を最初から立て直す。
グリムショーはイギリスのヴィクトリア美術館より盗み出したレオナルド・ダ・ヴィンチの未発表の絵画「軍旗の戦いの部分図」を巡ってハルキスとトラブルを起こしており、消失した遺言書はそれを解決するために、ハルキス所有の画廊の受遺者をグリムショーに指定するよう変更したものだった。問題の絵画は、ハルキスの遺言執行者である金融王ジェームズ・J・ノックスがハルキスより購入していた。盗品ということで返還を要求されたノックスだが、絵画はダ・ヴィンチの作でないと主張し、返還を拒否する。グリムショーは生前パートナーがいることをノックスに明かしており、にせの証拠を残した者こそグリムショーのパートナーであり、グリムショー殺しの真犯人であるとエラリーは結論づける。
遺言書の書き換えによって受遺者から外されたのが、ハルキス画廊の支配人ギルバート・スローンだった。ハルキス邸の隣の空き家の再捜索が行われ、ハルキスの死体が一時的に置かれていた痕跡と、紛失した遺言書の燃え残りが発見される。スローンがグリムショーの兄であるという密告書が届き、またスローンの自室から空き家の合鍵が発見される。真犯人がスローンであると結論したクイーン警視らは、画廊の支配人室に踏み込むが、スローンは頭をピストルで撃ち抜いて死んでいた。被疑者の自殺ということで捜査本部は幕引きを図る。
スローン犯人説に納得できないエラリーは捜査を続け、ついにその死が偽装された他殺であることを突き止める。一方、ノックスのもとに真犯人から脅迫状が届き、盗品所持を明かさない対価として3万ドルが要求してあった。観念したノックスは絵画を引き渡すと告げるが、絵画は隠し場所から何者かによって盗まれていた。脅迫状と絵画の盗難が自作自演であると主張するエラリーはノックスを逮捕させるが、それは真犯人を泳がせるための罠だった。おびき出された真犯人と空き家の地下で対峙したエラリーは銃撃を受けるが、捜査員の反撃によって真犯人は射殺され、エラリーは真相を明らかにする。

## 登場人物
ゲオルグ・ハルキス
ギリシャ系の富豪で美術商。鑑定家でもありニューヨーク市内に邸宅を構え、画廊も経営している。数年前に内臓疾患が原因で失明した。物語の冒頭で心臓麻痺により死亡する。
ギルバート・スローン
ハルキス画廊の支配人。遺言書の変更によってハルキスの受遺者より外される。物語中盤で殺人容疑がかかる。
デルフィーナ・スローン
ハルキスの妹でギルバートの妻。ギルバートの無実を信じ、エラリーに再調査を依頼する。
アラン・チーニー
デルフィーナが前夫との間に儲けた息子。放蕩家でいつも酒を飲んでいる。物語中盤で謎の失踪を遂げるが、発見され拘束される。
デミー（デミトリオス）
ハルキスのいとこ。知的障害がありギリシャ語しか解さない。
ジョウン・ブレット
ハルキスの若い女性秘書。イギリス出身。聡明さではエラリーも一目置くほどで、しばしば重要な証言をする。
ジャン・ヴリーランド
画廊の地方出張員。ハルキス邸で暮らしている。
ルーシー・ヴリーランド
ジャンの妻
ナシオ・スイサ
画廊の管理主任。ギルバートの死について重要な証言をする。
アルバート・グリムショー
文書偽造で服役していた。物語の第一の犠牲者
ウォーディス医師
イギリス人の眼科医で、ハルキス邸に滞在している。
マイルズ・ウッドラフ
ハルキスの顧問弁護士。遺言状の喪失を発見した。
ジェームズ・J・ノックス
著名な金融王で美術愛好家。ハルキスの遺言執行人
ダンカン・フロースト
ハルキスの主治医
スーザン・モース夫人
ハルキスの隣人
ジョン・ヘンリー・エルダー
ハルキス邸の敷地内にある教会に属する牧師
ハニウェル
寺男。ハルキスの埋葬を行う。
ウィークス
ハルキス邸に仕える執事。
シムズ夫人
ハルキス邸の家政婦。ハルキスの身の回りの世話もしている。
ペッパー検事補
地方検事補。かつて弁護士時代にグリムショーの弁護をした経験がある。
サンプスン検事
地方検事。クイーン警視とともに事件の捜査に当たる。
コヘイラン
地方検事事務所付きの捜査官
サムエル・プラウティ医師
ニューヨーク市警の検死官局副主任
トリーカーラ
ギリシア語の通訳
トマス・ヴェリー部長
ニューヨーク市警の部長刑事。クイーン警視の忠実な部下。現場で巡査や刑事を率い陣頭指揮を執る。
ジューナ
クイーン家の召使。家族の一員のように扱われている。
エラリー・クイーン
本作の時点では、大学を卒業したばかりの犯罪研究家である。
リチャード・クイーン警視
ニューヨーク市警の警視。エラリーの父

## 特徴
- 本文の前に、登場人物一覧と見取り図のほか、新聞の死亡記事の切り取りが載っている[1]。

## 提示される謎
- 犯人当て（エラリーが読者とともに推理する最初で最後の作品[注 2]）

## 特記事項
作中でエラリーが説明する視力障害は、現実にも有り得る症状ではあるが、明らかに疾病の病名が間違っている。

## 作品の評価
- ジュリアン・シモンズは『ブラッディ・マーダー』において本作をクイーンの最高傑作としている。
- エラリー・クイーン・ファンクラブ会員40名の採点による「クイーン長編ランキング」[3]で、本作品は1位に評価されている。
- 「東西ミステリーベスト100」（『週刊文春』）1985年版で本作品は54位に、2012年版では23位に評価されている。

## 備考

### 章タイトルについて
各章タイトルの頭文字を並べると「THE GREEK COFFIN MYSTERY BY ELLERY QUEEN」と書名・著者名が浮き出るような趣向になっている。
1. TOMB (墓地)
2. HUNT (捜査)
3. ENIGMA (謎)
4. GOSSIP (うわさ話)
5. REMAINS (遺骸)
6. EXHUMATION (発掘)
7. EVIDENCE (証拠)
8. KILLED? (他殺か？)
9. CHRONICLES (記録)
10. OMEN (前兆)
11. FORESIGHT (予見)
12. FACT (事実)
13. INQUIRIES (尋問)
14. NOTE (書置)
15. MAZE (迷路)
16. YEAST (パン種)
17. STIGMA (烙印)
18. TESTAMENT (遺言)
19. EXPOSÉ (摘発)
20. RECKONING (清算)
21. YEARBOOK (日記)
22. BOTTOM (どん底)
23. YARNS (物語)
24. EXHIBIT (証拠物)
25. LEFTOVER (残滓)
26. LIGHT (光明)
27. EXCHANGE (折衝)
28. REQUISITION (恐喝)
29. YIELD (収穫)
30. QUIZ (クイズ)
31. UPSHOT (決着)
32. ELLERYANA (エラリイ方式)
33. EYE-OPENER (意外な出来事)
34. NUCLEUS (真相)

（括弧内の日本語訳題は、宇野利泰訳のハヤカワ・ミステリ文庫版による）

## 日本語訳書
- 『ギリシア棺の謎』井上勇訳、東京創元社、1957年。創元推理文庫、1959年 ISBN 4-48-810408-8
- 『ギリシャ棺の秘密』宇野利泰訳、ハヤカワ・ミステリ文庫、1979年 ISBN 4-15-070130-X
- 『ギリシャ棺の秘密』越前敏弥・北田絵里子訳、角川文庫、2013年 ISBN 4-04-100795-X
- 『ギリシャ棺の謎』中村有希訳[注 3]、創元推理文庫、2014年 ISBN 4-48-810439-8